# Liste der Biografien/Link
Liste der Biografien |
Portal Biografien |
Personensuche
# |
A |
B |
C |
D |
E |
F |
G |
H |
I |
J |
K |
L |
M |
N |
O |
P |
Q |
R |
S |
T |
U |
V |
W |
X |
Y |
Z |
?
 
La |
Lb |
Lc |
Le |
Lg |
Lh |
Li |
Lj |
Ll |
Lm |
Lo |
Lp |
Lt |
Lu |
Lv |
Lw |
Lx |
Ly |
Lz
 
Lia |
Lib |
Lic |
Lid |
Lie |
Lif |
Lig |
Lih |
Lii |
Lij |
Lik |
Lil |
Lim |
Lin |
Lio |
Lip |
Liq |
Lir |
Lis |
Lit |
Liu |
Liv |
Liw |
Lix |
Liy |
Liz
 
Lina |
Linb |
Linc |
Lind |
Line |
Linf |
Ling |
Linh |
Lini |
Linj |
Link |
Linl |
Linn |
Lino |
Linp |
Lins |
Lint |
Linu |
Linv |
Linw |
Linx |
Liny |
Linz
Die Liste der Biografien führt alle Personen auf, die in der deutschsprachigen Wikipedia einen Artikel haben. Dieses ist eine Teilliste mit 187 Einträgen von Personen, deren Namen mit den Buchstaben „Link“ beginnt.

## Link
- Link, Adolf (1851–1933), ungarischer Schauspieler bei Bühne und Film
- Link, Almuth (* 1935), deutsche Autorin, Schriftstellerin und Journalistin
- Link, André (* 1994), deutscher Sportschütze
- Link, Arthur (1914–2010), US-amerikanischer Politiker
- Link, Bernhard (1606–1671), deutscher Zisterzienser, Abt und Historiker, der in Österreich wirkte
- Link, Caroline (* 1964), deutsche Filmregisseurin und Drehbuchautorin
- Link, Charlotte (* 1963), deutsche SchriftstellerinCharlotte Link (* 1963)

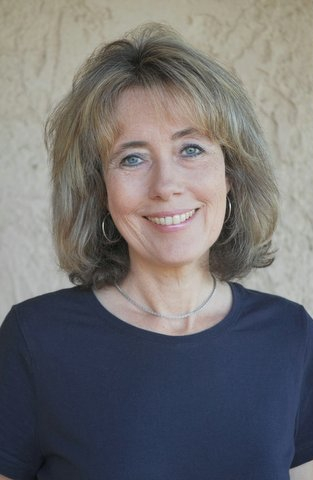
Charlotte Link (* 1963)

- Link, Christian (* 1938), deutscher evangelischer Theologe und Professor für Dogmatik, Philosophiegeschichte und Systematische Theologie
- Link, Christoph (* 1933), deutscher Rechtswissenschaftler
- Link, David (* 1971), deutscher Künstler und Medientheoretiker
- Link, Edwin Albert (1904–1981), US-amerikanischer Erfinder des Flugsimulators
- Link, Ernst (1873–1952), deutscher Wasserbauingenieur
- Link, Eva, kanadische Schauspielerin und Rockmusikerin
- Link, Fabian (* 1979), Schweizer Historiker und Ethnologe
- Link, František (1906–1984), tschechischer Astronom
- Link, Franz (1869–1937), österreichisch-tschechoslowakischer Gewerkschafter und Politiker
- Link, Franz (1924–2001), deutscher Amerikanist
- Link, Franz Xaver (1889–1968), deutscher Politiker (FDP/DVP)
- Link, Godehard (* 1944), deutscher Philosoph und Hochschullehrer
- Link, Gotthilf (1926–2009), deutscher Landwirt, Weingärtner und Politiker (CDU), MdL
- Link, Gottlieb (1769–1844), deutscher Kaufmann und Politiker
- Link, Gunter (* 1949), deutscher Journalist und promovierter Politikwissenschaftler
- Link, Hans-Georg (* 1939), deutscher evangelischer Theologe und Ökumeniker
- Link, Harald (* 1955), deutsch-thailändischer Unternehmer
- Link, Heiner (1960–2002), deutscher Schriftsteller
- Link, Heinrich (* 1912), deutscher Jurist
- Link, Heinrich Friedrich (1767–1851), deutscher Naturwissenschaftler
- Link, Helmut (1927–2009), deutscher Politiker (CDU), MdB
- Link, Herbert (1944–2018), österreichischer Filmemacher und Medienpädagoge
- Link, Hermann (1879–1964), deutscher Jurist
- Link, Jochen (* 1943), deutscher Politikwissenschaftler und Schriftsteller
- Link, Johann (1821–1871), deutscher Orgelbauer
- Link, John F., US-amerikanischer Filmeditor
- Link, John F. senior (1901–1968), US-amerikanischer Filmeditor und Filmregisseur
- Link, Josef (1902–1947), deutscher Maler, Zeichner und Grafiker
- Link, Jürgen (* 1940), deutscher Literaturwissenschaftler und Politologe
- Link, Karl (* 1942), deutscher Bahnradsportler
- Link, Karl Paul (1901–1978), US-amerikanischer Biochemiker
- Link, Kay (* 1969), deutscher Opern- und Theaterregisseur, Autor und Literaturwissenschaftler
- Link, Kelly (* 1969), US-amerikanische Science-Fiction- und Fantasy-Autorin
- Link, Klaus (1948–2025), deutscher Fußballspieler
- Link, Kurt (1926–1996), deutscher Künstler
- Link, Kurt (* 1943), deutscher Badmintonspieler
- Link, Louis (1827–1889), deutscher Kaufmann und Unternehmer in Heilbronn
- Link, Ludwig (1900–1960), deutscher römisch-katholischer Theologe
- Link, Martin (1934–2005), deutscher Gynäkologe und Geburtshelfer
- Link, Max (1928–2018), deutscher Fußballspieler
- Link, Michael (* 1967), deutscher Musikmanager und Autor
- Link, Michael Georg (* 1963), deutscher Politiker (FDP), MdB
- Link, Michaela (* 1963), deutsche Schriftstellerin und Übersetzerin
- Link, Nikolai (* 1990), deutscher Handballspieler
- Link, O. Winston (1914–2001), amerikanischer Fotograf
- Link, Paul (1821–1891), deutscher Orgelbauer
- Link, Roy Peter (* 1982), deutscher Schauspieler
- Link, Sören (* 1976), deutscher Politiker (SPD), MdL, Oberbürgermeister von Duisburg
- Link, Stefan (* 1961), deutscher Althistoriker, Professor für Alte Geschichte an der Universität Paderborn
- Link, Susan (* 1976), deutsche Moderatorin und JournalistinSusan Link (* 1976)

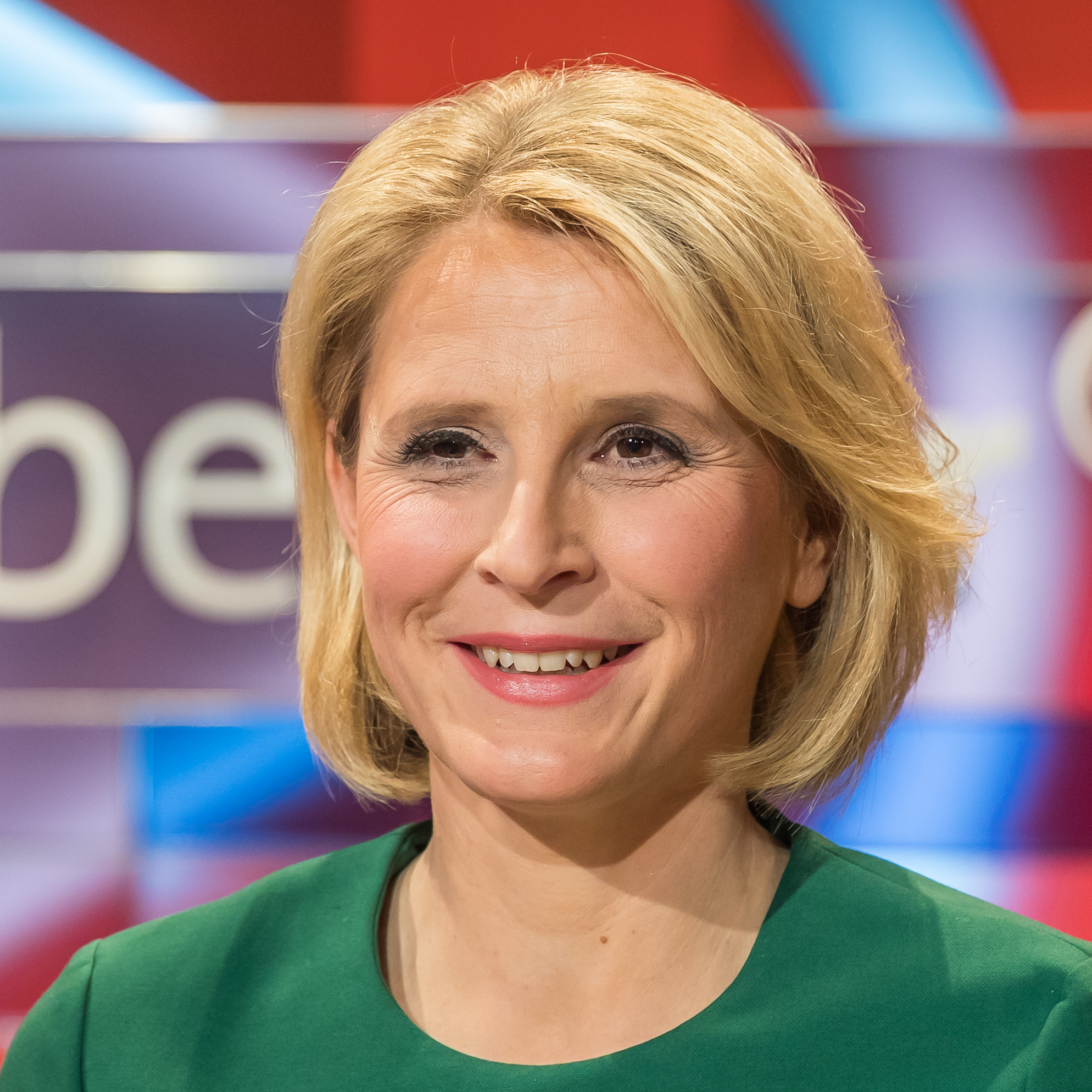
Susan Link (* 1976)

- Link, Thorsten (* 1964), deutscher Fernsehmoderator, Fernsehredakteur und Filmautor
- Link, Ulrich (* 1957), deutscher Manager, Generaldirektor von Air Madagascar (2006–2007)
- Link, Valerie (* 1979), deutsche Musicaldarstellerin
- Link, Viktor (1894–1944), deutscher Polizeiinspektor und Widerstandskämpfer gegen den Nationalsozialismus
- Link, Walter (1937–2010), deutscher Politiker (CDU), MdL, MdB
- Link, Walter (1944–2015), deutscher Beamter und Politiker (CDU)
- Link, Werner (1934–2023), deutscher Politikwissenschaftler und Hochschullehrer
- Link, Wilhelm (1877–1959), deutscher Maler, Grafiker und Bildhauer
- Link, William (1933–2020), US-amerikanischer Filmproduzent und Drehbuchautor
- Link, William W. (1884–1950), US-amerikanischer Politiker
- Link, Wolfgang (1935–1994), deutscher Fußballschiedsrichter
- Link, Wolfgang (* 1968), deutscher MedienmanagerWolfgang Link (* 1968)

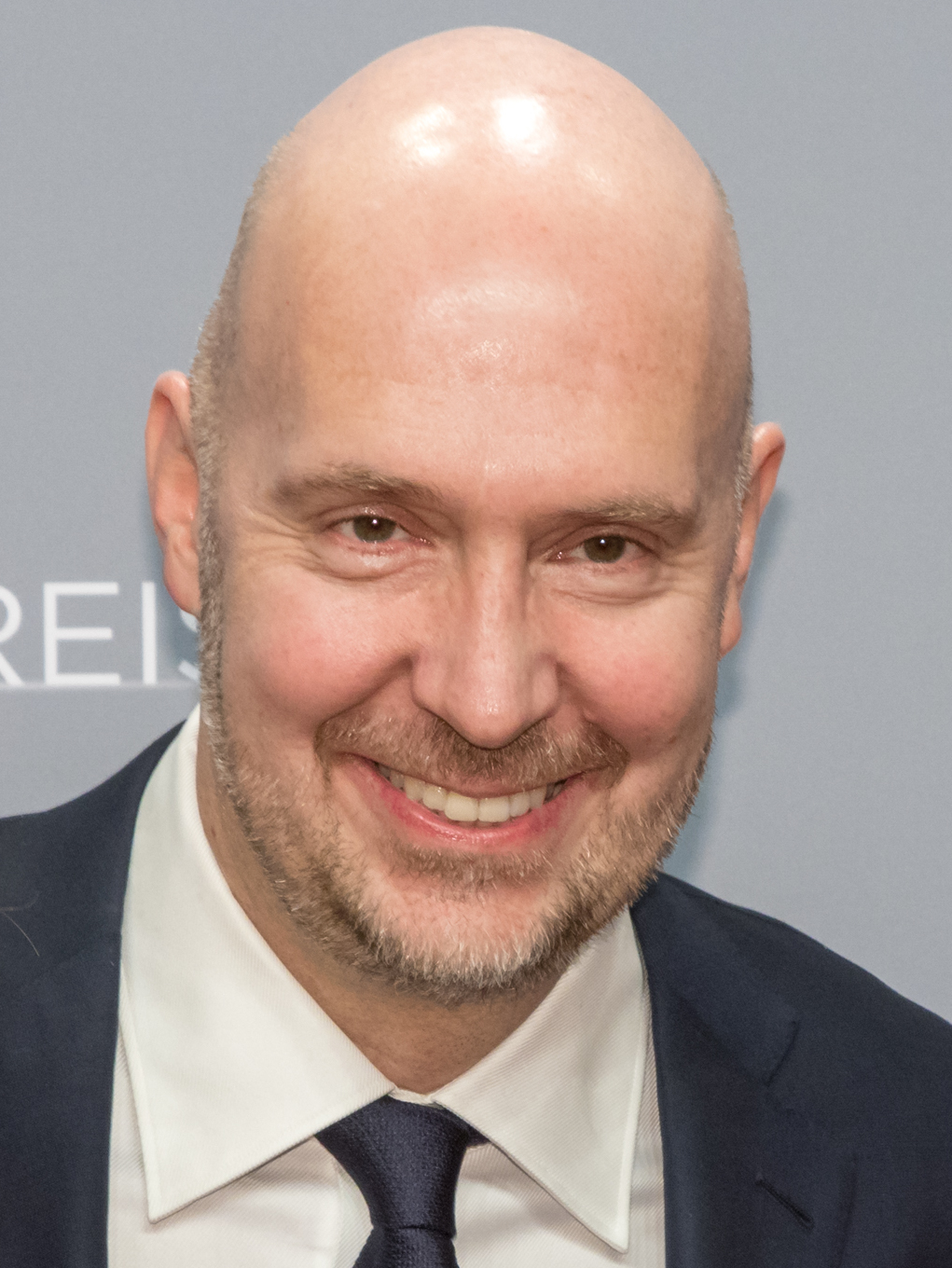
Wolfgang Link (* 1968)

- Link-Wieczorek, Ulrike (* 1955), deutsche evangelische Theologin, Professorin für Systematische Theologie und Religionspädagogik

### Linka
- Linka, Arthur (1887–1945), deutscher römisch-katholischer Geistlicher und Märtyrer
- Linka, Harry (1930–2017), deutscher Fußballspieler
- Linka, Paweł (* 1986), polnischer Fußballspieler
- Linka, Rudy (* 1960), tschechischer Jazzgitarrist
- Linka, Tibor (* 1995), slowakischer Kanute

### Linke
- Linke, Adrian (* 1970), deutscher Theater- und Fernsehschauspieler
- Linke, Andreas, deutscher Film- und Fernseh-Regisseur
- Linke, Angelika (* 1954), deutsche Sprachwissenschaftlerin und Hochschullehrerin
- Linke, Axel (* 1966), deutscher Politiker (CDU), Bürgermeister von Warendorf
- Linke, Bernhard (* 1961), deutscher Althistoriker
- Linke, Carl Richard (1889–1962), deutscher Matrose in der Kaiserlichen Marine, schrieb Tagebücher über seine Dienst-, Kriegs- und Gefängniszeit
- Linke, Carsten (* 1965), deutscher Fußballspieler
- Linke, Christopher (* 1988), deutscher Leichtathlet
- Linke, Denise (* 1989), deutsche Autorin
- Linke, Detlef B. (1945–2005), deutscher Hirnforscher
- Linke, Dietmar (* 1940), deutscher Chemiker, Wissenschaftshistoriker und Hochschullehrer
- Linke, Dorit (* 1971), deutsche SchriftstellerinDorit Linke (* 1971)

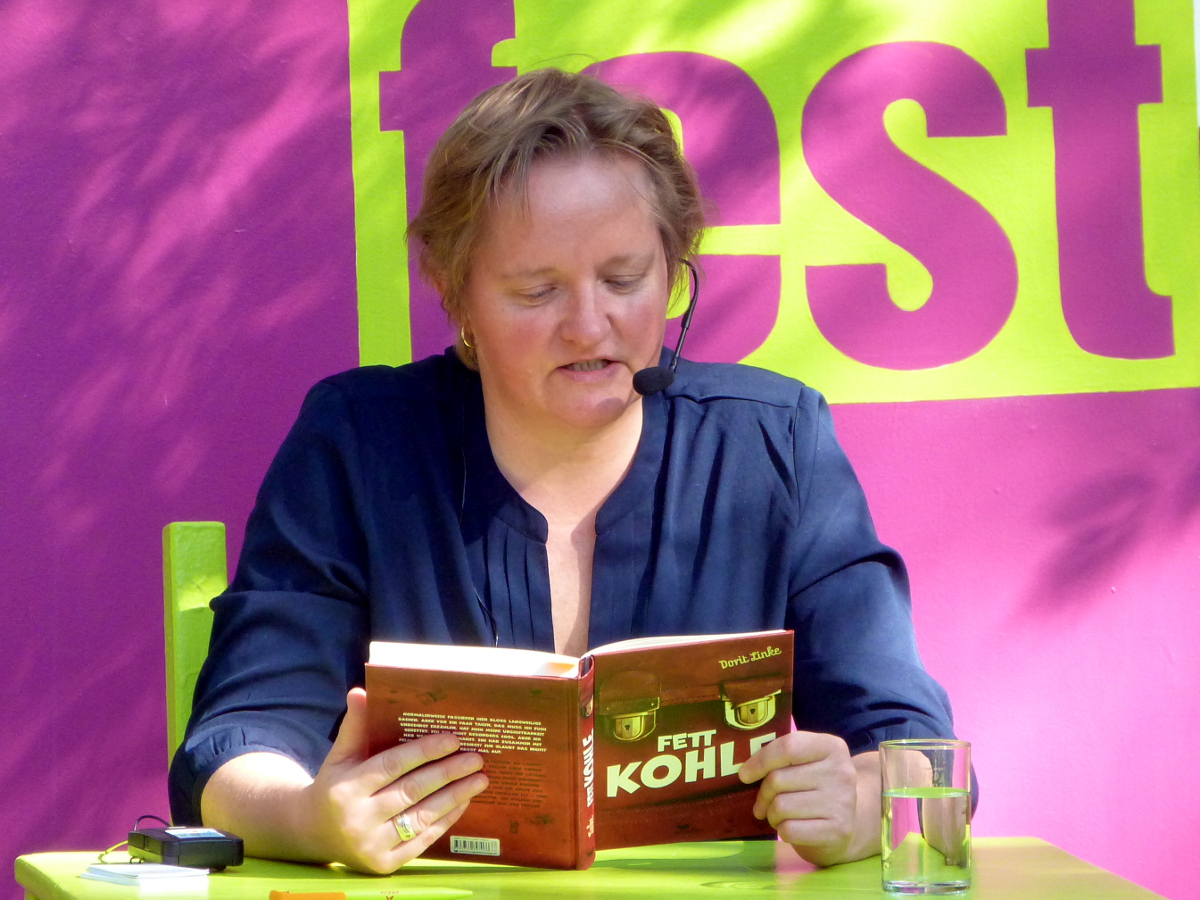
Dorit Linke (* 1971)

- Linke, Eberhard (1937–2025), deutscher Bildhauer und Medailleur
- Linke, Erwin (1920–2013), deutscher Turner und Turntrainer
- Linke, François (1855–1946), französischer Möbeltischler böhmischer Herkunft
- Linke, Franz (1878–1944), deutscher Meteorologe
- Linke, Friederike (* 1981), deutsche Schauspielerin
- Linke, Gabriele (* 1955), deutsche Anglistin
- Linke, Gregor (* 1977), deutscher Basketballspieler
- Linke, Günter (1906–1984), deutscher Politiker (DVP, DNVP, CDU), Mitglied des Abgeordnetenhauses von Berlin
- Linke, Gustav Adolph (1798–1867), deutscher Architekt, preußischer Baubeamter und Hochschullehrer
- Linke, Hans-Werner (* 1942), deutscher Fußballspieler (DDR)
- Linke, Hansjürgen (1928–2025), deutscher Germanist und Mediävist
- Linke, Harald (1928–2024), deutscher Landschaftsarchitekt
- Linke, Helmut (1928–2016), deutscher Journalist
- Linke, Hermann (1866–1925), deutscher Gewerkschafter und Politiker (SPD)
- Linke, Horst Günther (* 1942), deutscher Historiker
- Linke, Jana (* 1990), deutsche Fußballspielerin
- Linke, Johannes (1900–1945), deutscher Schriftsteller
- Linke, Johannes (1905–1975), deutscher Geograph und Heimatforscher
- Linke, Joseph (1783–1837), deutsch-österreichischer Cellist und Komponist
- Linke, Karl (1889–1962), deutscher Pädagoge
- Linke, Karl (1900–1961), deutscher Offizier, zuletzt Oberst d.R.
- Linke, Karla (* 1960), deutsche Schwimmerin
- Linke, Karsten (* 1963), deutscher Sportkommentator
- Linke, Lena (* 2003), deutsche Volleyballspielerin
- Linke, Lilo (1906–1963), deutsche Schriftstellerin und Reporterin
- Linke, Madeleine (* 1992), deutsche Politikerin (Bündnis 90/Die Grünen)
- Linke, Marcel (* 1981), deutscher Eishockeyspieler
- Linke, Maria Viktoria (* 1976), deutsche Dramaturgin und Theaterregisseurin
- Linke, Marianne (* 1945), deutsche Politikerin (SED, PDS, Die Linke), MdL
- Linke, Marvin (* 1992), deutscher Schauspieler
- Linke, Niklas (* 2001), finnischer Fußballspieler
- Linke, Norbert (1933–2020), deutscher Komponist und Musikwissenschaftler
- Linke, Oskar (1854–1928), deutscher Erzähler, Lyriker und Journalist
- Linke, Otto (1846–1930), deutscher Lehrer und Historiker
- Linke, Patrick (* 1970), deutscher Synchronsprecher und Moderator
- Linke, Paul (1844–1917), deutscher Maler
- Linke, Paul F. (1876–1955), deutscher Phänomenologe
- Linke, Rainer (* 1950), deutscher Jazzbassist
- Linke, Richard (1909–1995), deutscher Kapitän zur See der Bundesmarine
- Linke, Robert (* 1958), deutscher Künstler und Komponist
- Linke, Roman (* 1967), deutscher Choreograph und Regisseur
- Linke, Siegfried (1934–1983), deutscher Gebrauchsgrafiker und Illustrator in der DDR
- Linke, Susanne (* 1944), deutsche Solotänzerin und Choreographin
- Linke, Tara (* 1983), deutsch-französische Schauspielerin
- Linke, Thomas (* 1965), deutscher Film- und Theaterschauspieler sowie Hörspiel- und Synchronsprecher
- Linke, Thomas (* 1969), deutscher FußballspielerThomas Linke (* 1969)

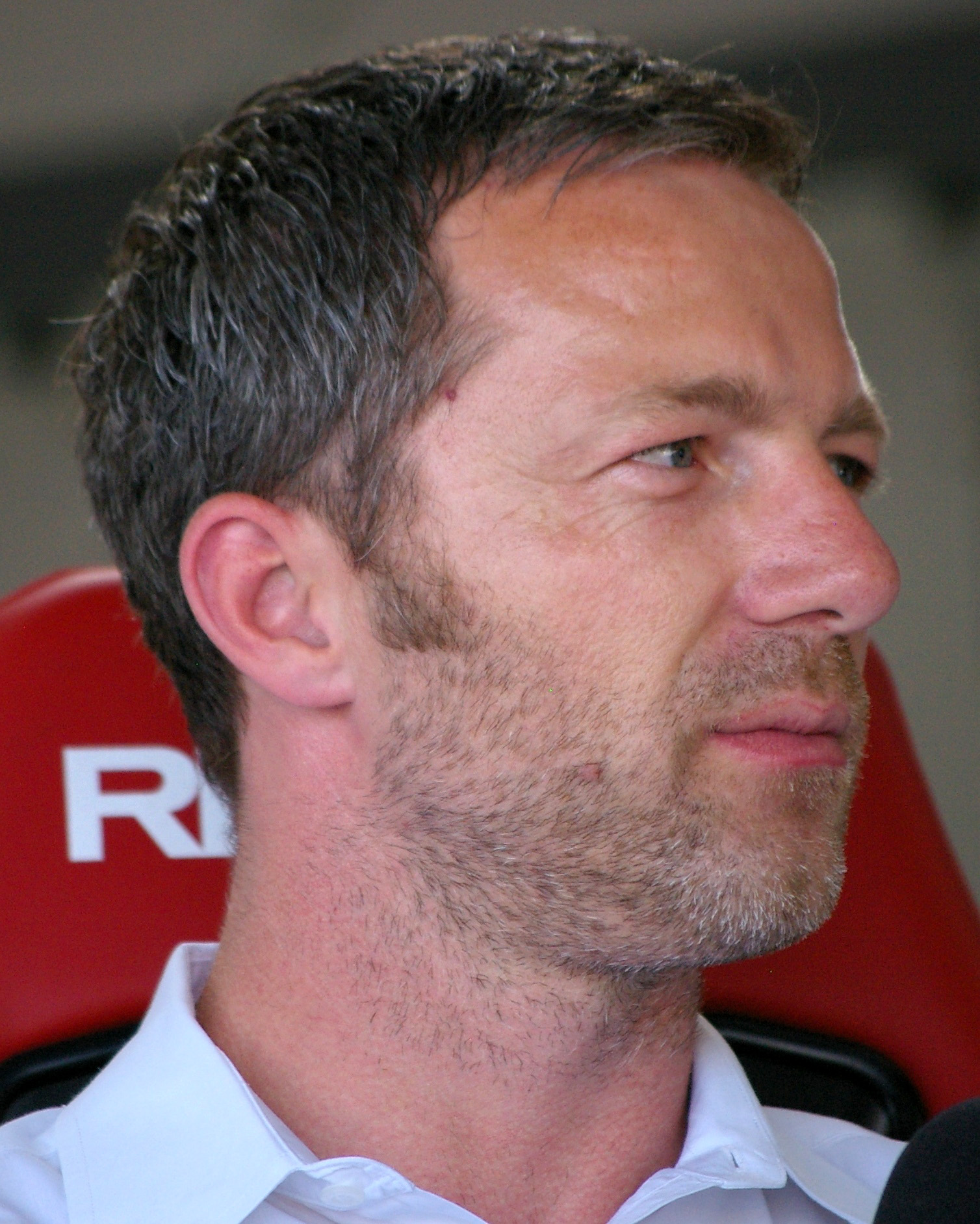
Thomas Linke (* 1969)

- Linke, Wilhelm (1905–1987), deutscher Politiker (SPD), MdBB
- Linke-Crawford, Frank (1893–1918), englisch-österreichischer Jagdflieger der k.u.k. Monarchie im Ersten Weltkrieg
- Linkemann, Frederic (* 1981), deutscher Schauspieler und Synchronsprecher
- Linken, Franz (1912–1976), deutscher Fußballspieler und Fußballtrainer
- Linkenbach, Hermann (1889–1959), deutscher Reiter
- Linkenbach, Klaus (1932–2000), deutscher Kirchenmusiker und Komponist
- Linkenheil, Rudolf (1880–1939), deutscher Politiker, MdL Württemberg
- Linkenheld, Audrey (* 1973), französische Politikerin
- Linkens, Willi (* 1953), deutscher Kommunalpolitiker, Bürgermeister von Baesweiler
- Linker und Lützenwick, Johann Friedrich Carl Albert von (1773–1844), sachsen-weimarischer Oberforstmeister, Kammerherr und Landrat
- Linker, Arthur (1874–1949), deutscher Ingenieur und Hochschullehrer
- Linker, Christian (* 1975), deutscher JugendbuchautorChristian Linker (* 1975)

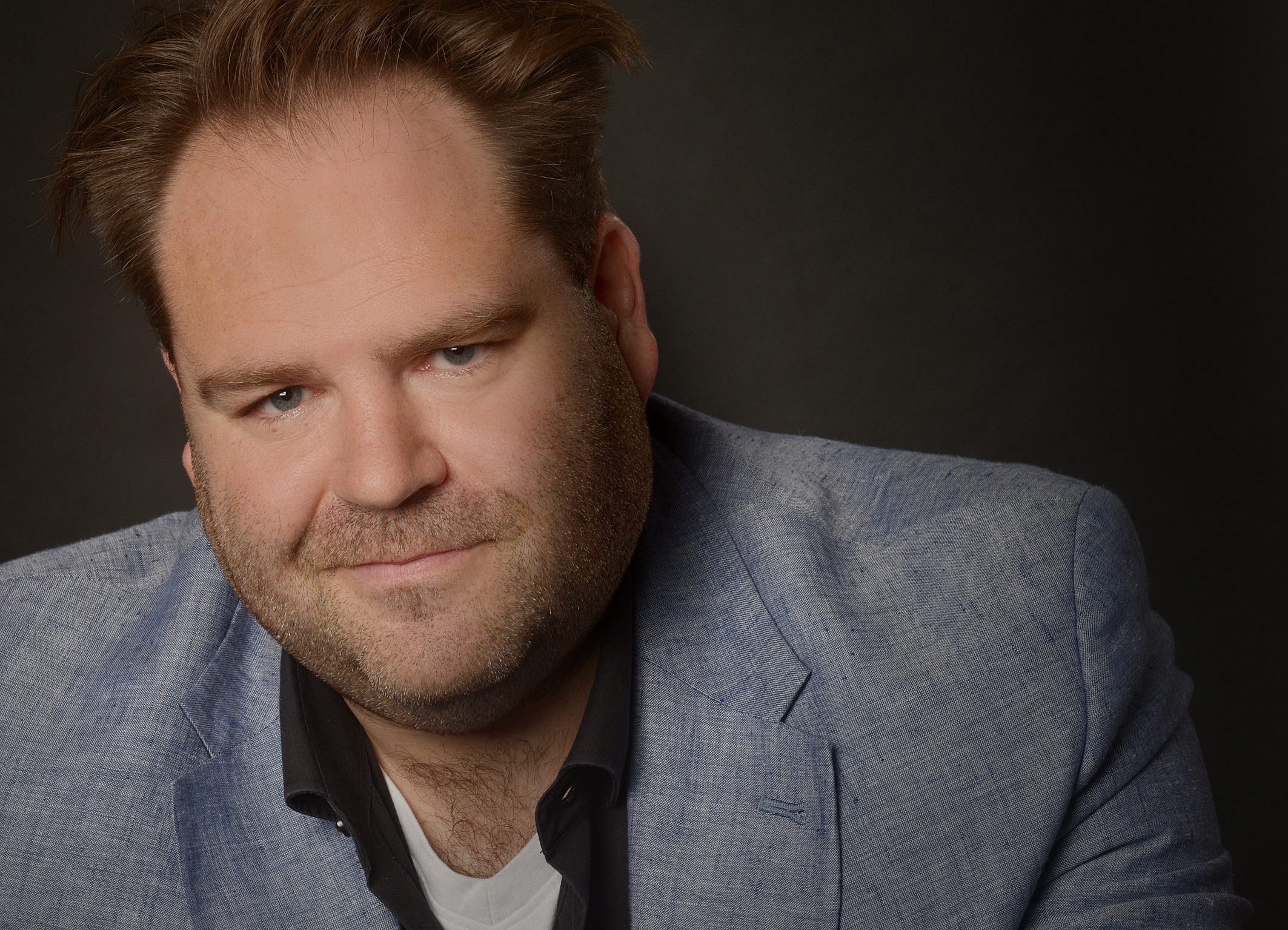
Christian Linker (* 1975)

- Linker, Conrad (1572–1657), Bürgermeister der Stadt Marburg
- Linker, Conrad Theodor (1622–1660), deutscher Mediziner
- Linker, Frederic (* 1986), deutscher Handballschiedsrichter
- Linker, Gustav (1827–1881), deutscher Klassischer Philologe
- Linker, Hans Willi (1896–1958), deutscher Schriftsteller
- Linker, Wilhelm (1868–1963), Bürgermeister, Mitglied des Provinziallandtages der Provinz Hessen-Nassau
- Linkerhand, Koschka (* 1985), deutsche Autorin und Feministin
- Linkermann, Andreas (* 1976), deutscher Nephrologe und Hochschullehrer
- Linkers, Eduard (1912–2004), österreichischer Schauspieler
- Linkert, Emanuel (* 1934), deutscher Fußballspieler
- Linkevičius, Linas Antanas (* 1961), litauischer Diplomat und Politiker

### Linki
- Linkiewicz, Joanna (* 1990), polnische Leichtathletin

### Linkl
- Linklater, Duane (* 1976), kanadischer Video-, Film- und Medienkünstler
- Linklater, Eric (1899–1974), schottischer Schriftsteller
- Linklater, Hamish (* 1976), US-amerikanischer SchauspielerHamish Linklater (* 1976)

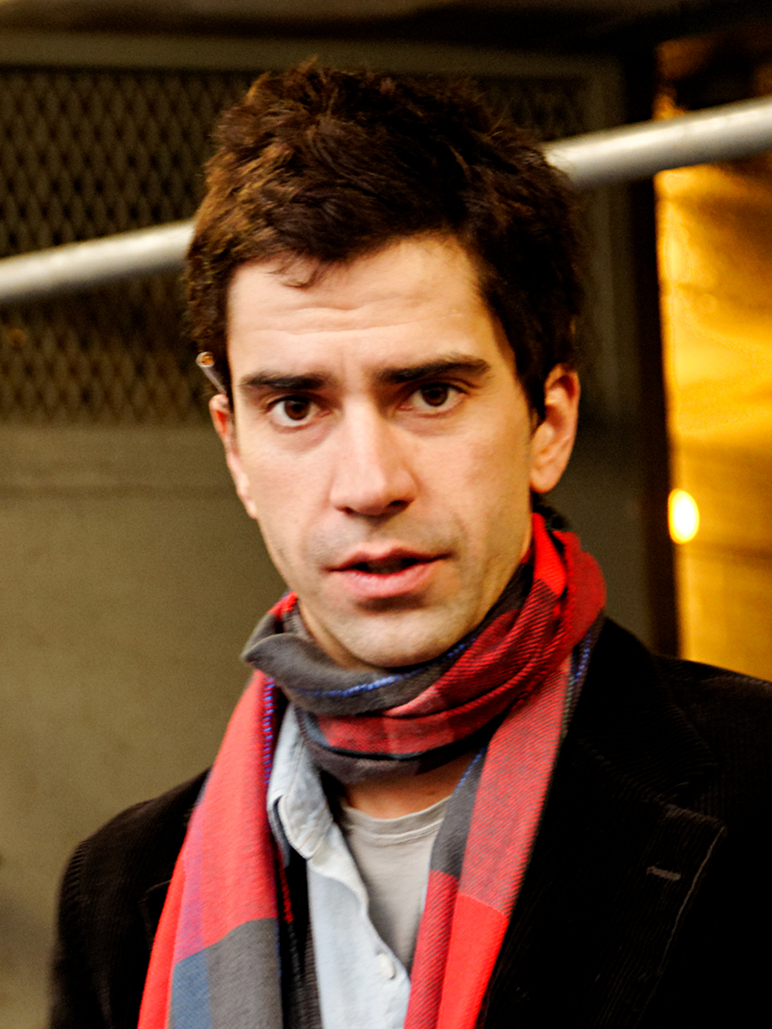
Hamish Linklater (* 1976)

- Linklater, Kristin (1936–2020), schottische Stimmbildnerin, Schauspielerin und Regisseurin
- Linklater, Lorelei (* 1994), US-amerikanische Schauspielerin
- Linklater, Richard (* 1960), US-amerikanischer Filmregisseur
- Linklater, Veronica, Baroness Linklater of Butterstone (1943–2022), britische Politikerin, Abgeordnete im House of Lords (Liberal Democrats)
- Linkletter, Art (1912–2010), US-amerikanisch-kanadischer Schauspieler, Hörfunk- und Fernsehmoderator
- Linkletter, Rory (* 1996), kanadischer Leichtathlet

### Linkm
- Linkmann, Ludwig (1902–1963), deutscher Schauspieler
- LinkMichel (* 1968), deutscher Comedian und schwäbelnder Mundartkünstler

### Linkn
- Linkner, Werner (1929–2013), deutscher Politiker (SPD), MdL

### Linko
- Linko, Yrjö (1885–1934), finnischer Turner
- Linkohr, Rolf (1941–2017), deutscher Politiker (SPD), MdEP
- Linkola, Jukka (* 1955), finnischer Jazzpianist, Dirigent und Komponist
- Linkola, Kaarlo (1888–1942), finnischer Botaniker
- Linkola, Pentti (1932–2020), finnischer militanter Umweltschützer, Tiefenökologe, Ornithologe, Autor und FischerPentti Linkola (1932–2020)

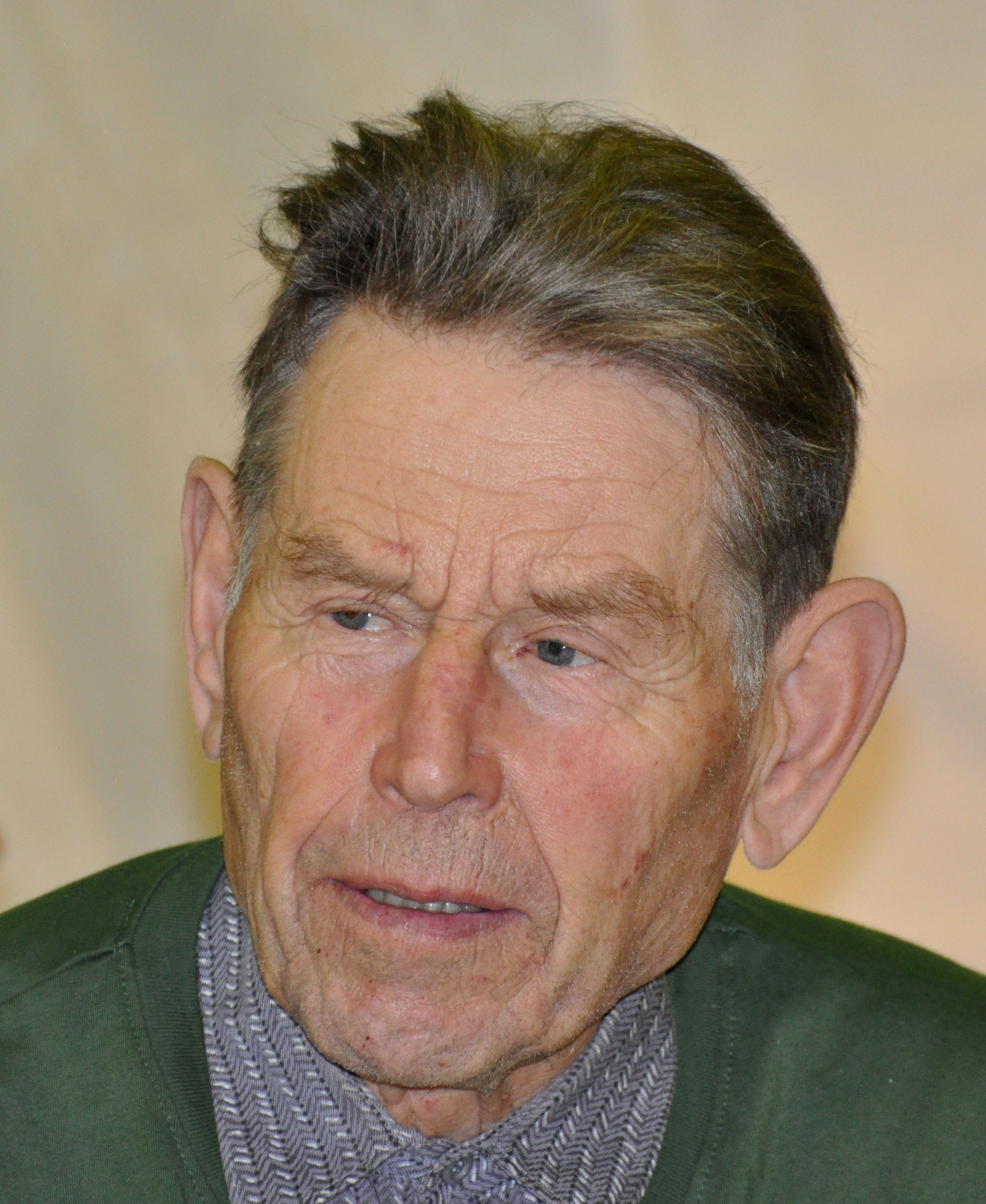
Pentti Linkola (1932–2020)

- Linkomies, Edwin (1894–1963), finnischer Literaturwissenschaftler, Politiker, Mitglied des Reichstags und Ministerpräsident
- Linkovesi, Leo (1947–2006), finnischer Eisschnellläufer
- Linkow, Boris (* 2000), bulgarischer Weitspringer
- Linkowa, Walentina Leonidowna (* 1970), russische Bogenbiathletin
- Linkowski, Krzysztof (* 1949), polnischer Mittelstreckenläufer

### Links
- Links, Christoph (* 1954), deutscher Sachbuchautor, Herausgeber und Ex-Verleger
- Links, Fritz (1896–1976), österreichischer Schauspieler und Synchronsprecher
- Links, Joseph Gluckstein (1904–1997), britischer Schriftsteller, Kunsthistoriker und Kürschner
- Links, Mpho (* 1995), südafrikanischer Hochspringer
- Links, Roland (1931–2015), deutscher Germanist und Verlagsleiter
- Linkshänder, Heini (1938–2012), deutscher Maler, Zeichner, Grafiker, Bildhauer und Aktionskünstler

### Linkw
- Linkwitz, Siegfried (1935–2018), deutscher Ingenieur

### Linky
- Linkytė, Monika (* 1992), litauische Sängerin